# Emil Zimmermann (Philologe)
Emil Zimmermann (* 9. Januar 1850 in Elbing; † 1915) war ein deutscher Altphilologe und Gymnasiallehrer in Ostpreußen.

## Leben
Zimmermann besuchte das Athenaeum Elbingense. Er studierte ab 1870 an der Albertus-Universität Königsberg Klassische Philologie. Zwischenzeitlich nahm er am Deutsch-Französischen Krieg teil. An der Albertus-Universität war er ordentliches Mitglied des philologischen und des pädagogischen Seminars. Zwei Jahre nachdem er die Lehramtsprüfung bestanden hatte, wurde er Mitglied des 1877 gestifteten Corps Hansea Königsberg. Die erste Hälfte des Probejahres absolvierte er am Realgymnasium auf der Burg zu Königsberg, die zweite am Kgl. Gymnasium zu Rastenburg. In Rastenburg blieb er als wissenschaftlicher Hilfslehrer, ordentlicher Lehrer (1879) und Oberlehrer (1886). Eingehend befasste er sich in jenen Jahren mit der Grammatik von Marcus Tullius Cicero. Mit der vierteiligen Publikation wurde er 1891 in Königsberg zum Dr. phil. promoviert. In den folgenden Jahren widmete er sich den Sprachvorbildern Sallust, Titus Livius und Tacitus. Seit 1896 Gymnasialprofessor, wurde er 1898 zur Vertretung des erkrankten Direktors an das Friedrichs-Gymnasium zu Gumbinnen versetzt. Ostern 1899 kam er an das Königliche Wilhelms-Gymnasium in Königsberg. Am 1. Juli 1904 trat er mit 54 Jahren in den Ruhestand.

## Veröffentlichungen
- De epistulari temporum usu Ciceroniano quaestiones grammaticae, 1. Teil. Rastenburg 1886.[4]
- De epistulari temporum ..., 2. Teil. Rastenburg 1887.[4]
- De epistulari temporum ..., 3. Teil. Rastenburg 1890.[4]
- De epistulari temporum ..., 4. Teil. Rastenburg 1891.[4]
- Bezogener Gebrauch scheinbar selbständig gebrauchter Präterita im Lateinischen. In: Festschrift zu Ludwig Friedländers fünfzigjährigem Doktorjubiläum. Leipzig, Hirzel 1894.
- Übungsbuch im Anschluß an Cicero, Sallust, Livius, Tacitus zum mündlichen und schriftlichen Übersetzen aus dem Deutschen in das Lateinische, nach den Anforderungen der neuen Lehrpläne, 6 Teile. Gärtner, Berlin 1892–1900. 
  - Vom 2. Teil erschien eine französische Übersetzung: Thèmes de réproduction sur Cicéron, première Catilinaire, et sur Salluste, Conjuration de Catilina, par le Dr. Zimmermann, traduits et annotés par. P. Altenhoven, Professeur de rhétorique au collège de Bouillon. Namur, Wesmael-Carlier, 1898.
- Katalog der Lehrer-Bibliothek des Königlichen Friedrichs-Gymnasiums zu Gumbinnen, 2. Teil. Gumbinnen 1900. S. 73–101.[5]